# Альтемиров, Дени
Дени Альтемиров (род. 11 апреля 2002) — бельгийский дзюдоист, серебряный (2017, 2019) и бронзовый (2018) призёр первенств Бельгии среди кадетов, чемпион (2020) и серебряный призёр (2021) первенств Бельгии среди юниоров, призёр этапов Кубка Европы среди юниоров 2021—2022 годов, чемпион (2024), серебряный (2022) и бронзовый (2019) призёр чемпионатов Бельгии среди взрослых, бронзовый призёр этапов Кубка Европы среди взрослых. Выступает в полулёгкой весовой категории (до 66 кг).
Чеченец.

## Спортивные результаты
- Первенство Бельгии по дзюдо 2017 среди кадетов — ;
- Первенство Бельгии по дзюдо 2018 среди кадетов — ;
- Первенство Бельгии по дзюдо 2019 среди кадетов — ;
- Первенство Бельгии по дзюдо 2020 среди юниоров — ;
- Первенство Бельгии по дзюдо 2021 среди юниоров — ;
- Чемпионат Бельгии по дзюдо 2019 — ;
- Чемпионат Бельгии по дзюдо 2022 — ;
- Чемпионат Бельгии по дзюдо 2024 — ;